# والون، کوئینزلند
والون (به انگلیسی: Walloon) یک منطقهٔ مسکونی در استرالیا است که در کوئینزلند واقع شده‌است.